# Karl Ludwig von Littrow

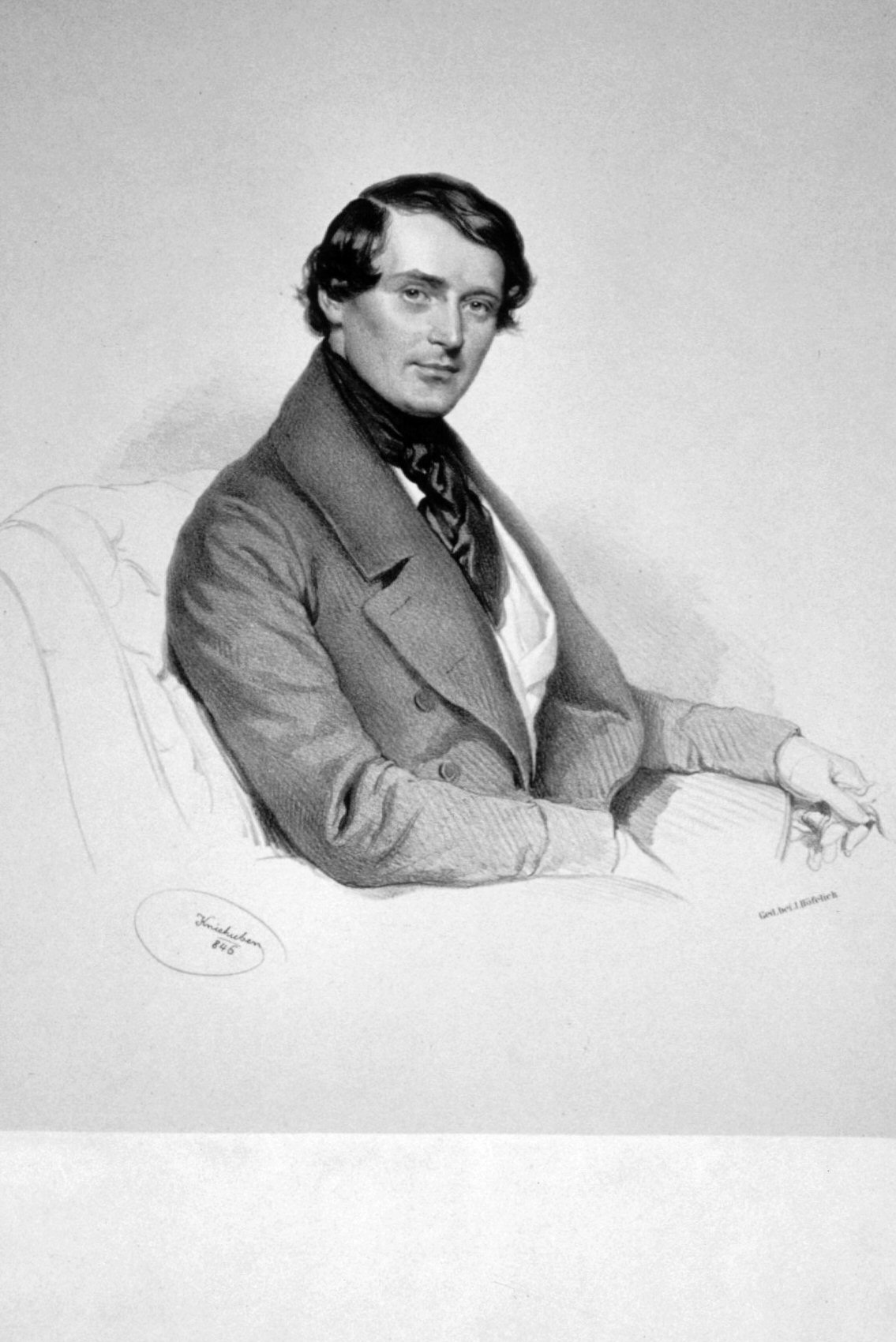
Professor Karl Ludwig von Littrow, Wenen

Karl Ludwig von Littrow (Kazan, 18 juli 1811 – Venetië, 16 november 1877) was een edelman en hoogleraar sterrenkunde en weerkunde aan de universiteit van Wenen, in het keizerrijk Oostenrijk. Hij werkte aanvankelijk samen met zijn vader Joseph Johann von Littrow, ook een hoogleraar sterrenkunde.
Hij was gehuwd met Auguste Wilhelmine Bischoff von Altenstern, een feministe.

## Levensloop
Von Littrow was een van de twaalf kinderen van Joseph Johann von Littrow en Karoline von Ulrichtshal. Vader von Littrow was hoogleraar sterrenkunde aan de universiteit van Wenen en had aldaar de universitaire sterrenwacht uitgebouwd die nog dateerde van de tijd van keizerin Maria Theresia. Keizer Ferdinand I had vader von Littrow in de adelstand verheven (1836). 
Karl Ludwig von Littrow studeerde astronomie en wiskunde aan de universiteiten van Wenen en Berlijn. In 1832 promoveerde hij tot doctor in de natuurfilosofie aan de universiteit van Krakau. Vanaf 1836 was hij werkzaam bij zijn vader in Wenen aan de afdeling sterrenkunde. Er volgde een benoeming tot hoogleraar in 1842, na de dood van zijn vader in 1840. Hij zetelde in de Oostenrijkse Academie voor Wetenschappen.
Wetenschappelijk legde von Littrow zich toe op de graadmeting in Centraal-Europa alsook op observaties van meteoren, planetoïden en kometen. Zijn beschrijvingen over de zonsverduistering van 1842 en 1851 trokken ook de aandacht van het brede publiek. Hij interesseerde zich in de geschiedenis van de astronomie; zo publiceerde hij onder meer over de Venusovergang van 1769 en oude geschriften over de komeet Halley. Een bekend werk van zijn vader Wunder des Himmels liet hij heruitgeven. Von Littrow voerde in het universitair observatorium van Wenen ook weerkundige observaties uit. Zo werd von Littrow voorzitter van de Oostenrijkse Vereniging voor Weerkunde. 
Op latere leeftijd was hij te ziek om zich nog actief bezig te houden met sterrenkundige observaties. Hij beperkte zijn academisch werk tot lesgeven en administratief werk. In de jaren 1870-1871 was von Littrow Rector magnificus van de universiteit van Wenen. Hij zette zich in voor de nieuwbouw van het universitair observatorium in het district Währing in Wenen, doch maakte de afwerking niet meer mee. Hij stierf tijdens een reis in Venetië in het koninkrijk Italië (1877).

## Portretten

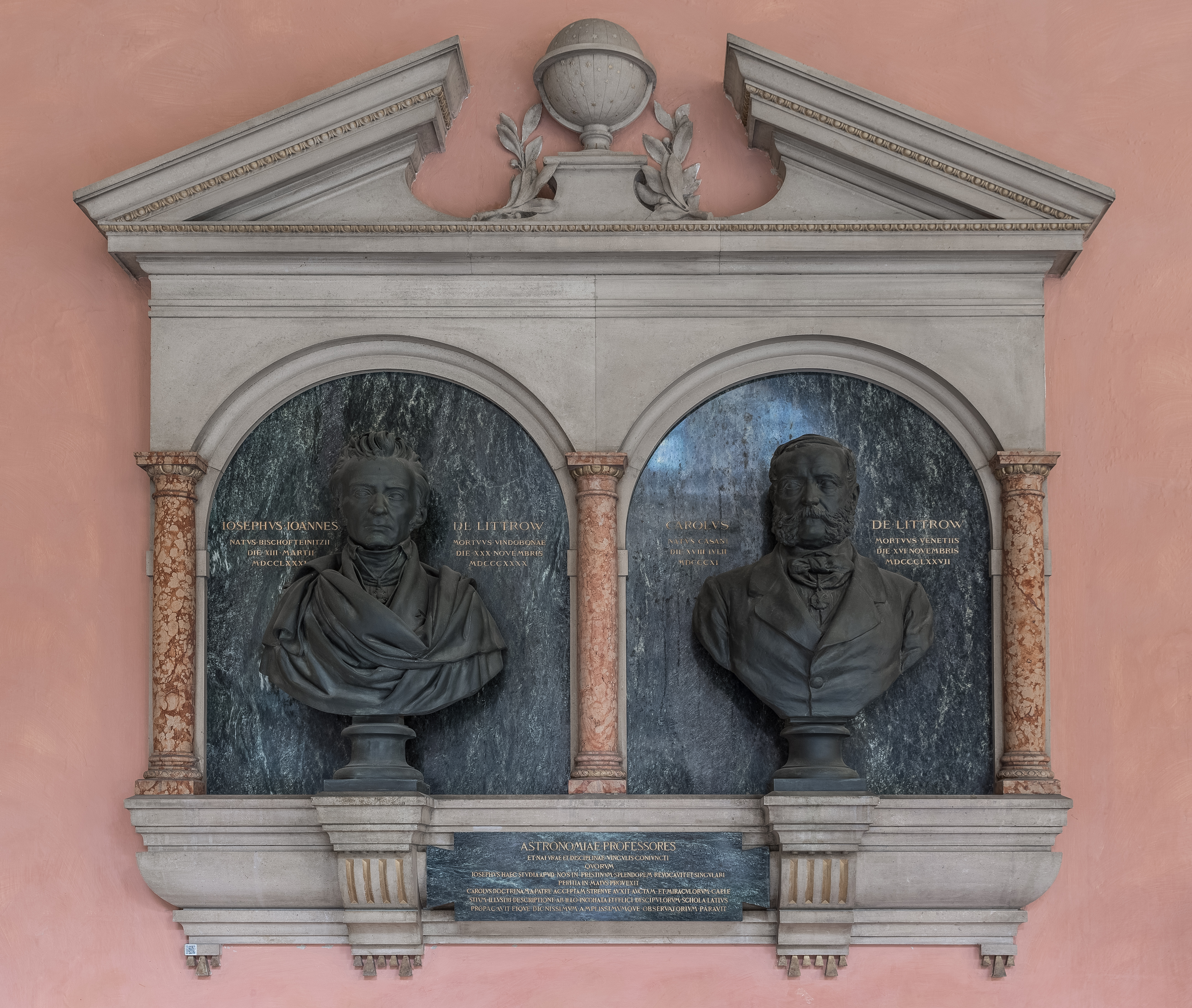
Buste (rechts) in het Arkadenhof van de universiteit van Wenen, samen met zijn vader (links)
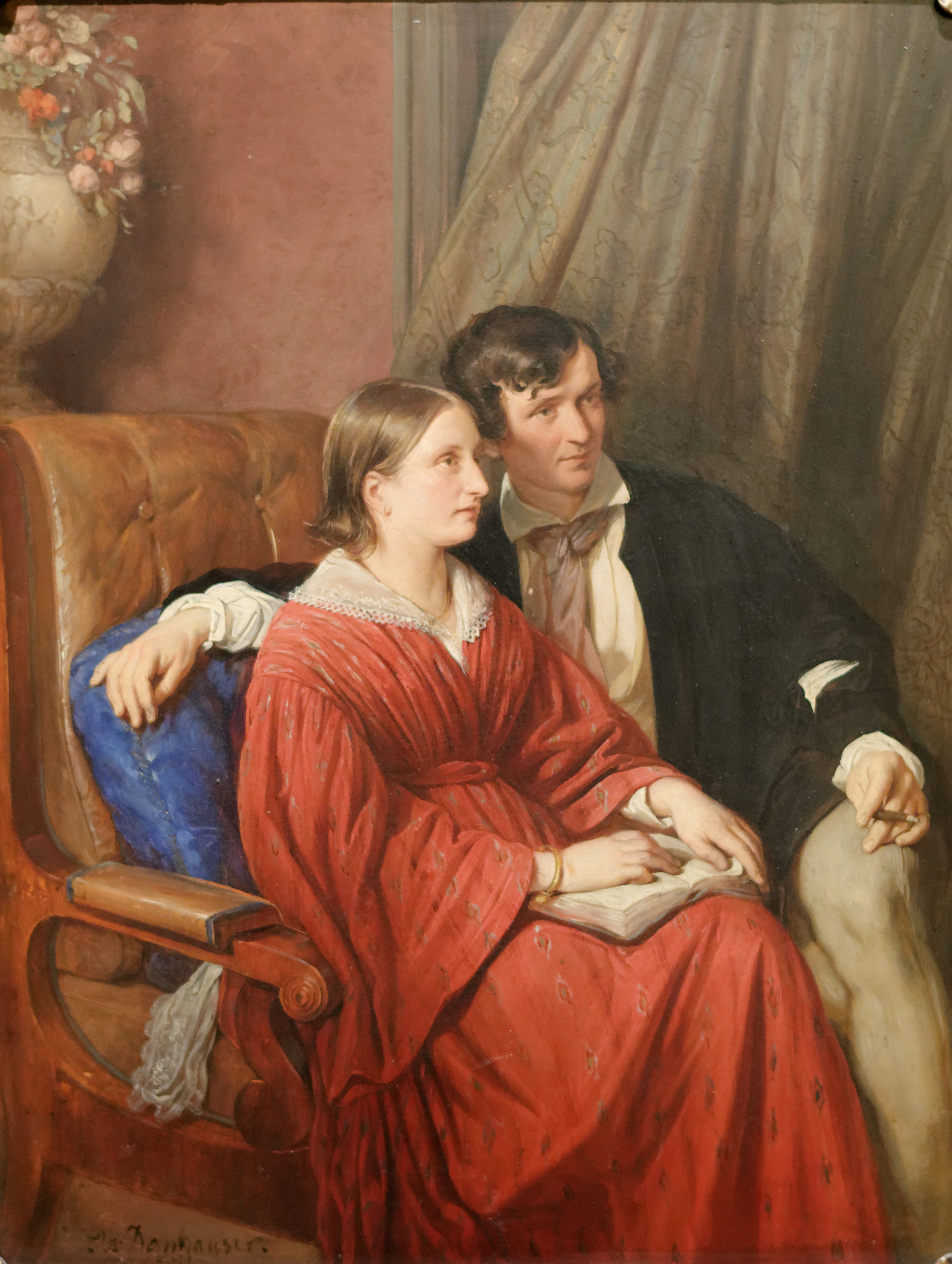
Echtpaar Karl Ludwig en Auguste von Littrow